# SN 2004de
SN 2004de – supernowa odkryta 15 lipca 2004 roku w galaktyce NGC 3054. W momencie odkrycia miała maksymalną jasność 14,50m.